# Megachile arnaui
Megachile arnaui är en biart som beskrevs av Jesus Santiago Moure 1948. Megachile arnaui ingår i släktet tapetserarbin, och familjen buksamlarbin. Inga underarter finns listade i Catalogue of Life.